# Bakelit

Struktura bakelitu

Bakelit (Bakelite) – tworzywo sztuczne oparte na żywicy fenolowo-formaldehydowej, prawdopodobnie jedno z pierwszych tworzyw sztucznych produkowanych na dużą skalę.

## Historia
Technologia produkcji bakelitu została wynaleziona przez Leo Hendrika Baekelanda na początku XX wieku (1907–1909).
Patent na produkcję bakelitu już wygasł. Wynalazek został zgłoszony w Urzędzie Patentów i Znaków Towarowych Stanów Zjednoczonych przez Leo H. Baekelanda w 1907 i patentu udzielono w 1909 (pod numerem US 942699 A). Słowny znak towarowy „Bakelite” został prawdopodobnie po raz pierwszy zarejestrowany w Europie 31 marca 1936 przez The Bakelite Corporation, a następnie jego rejestrację 20 marca 1956 powtórzyła firma Hexion Specialty Chemicals GmbH.

## Charakterystyka
Jego głównymi zaletami jest niepalność, nietopliwość, nierozpuszczalność, niskie przewodnictwo elektryczne, dobra wytrzymałość dielektryczna, słaba przewodność cieplna oraz względnie duża odporność chemiczna. Ponadto bakelit może pracować w powietrzu o normalnej wilgotności oraz w oleju transformatorowym. Bakelit stosowany był przede wszystkim w przemyśle elektrotechnicznym jako materiał konstrukcyjny i izolacyjny, oraz w wielu innych zastosowaniach, gdzie potrzebne było tworzywo odporne na szereg czynników, a jednocześnie możliwe do formowania w niemal dowolne kształty (poprzez odlewanie lub prasowanie proszku) i dające się obrabiać mechanicznie na zimno lub na gorąco. W zastosowaniach praktycznych do bakelitu dodawano wypełniacze, najczęściej włókniste, na przykład azbest, papier, mączkę drzewną.

## Wyroby z bakelitu

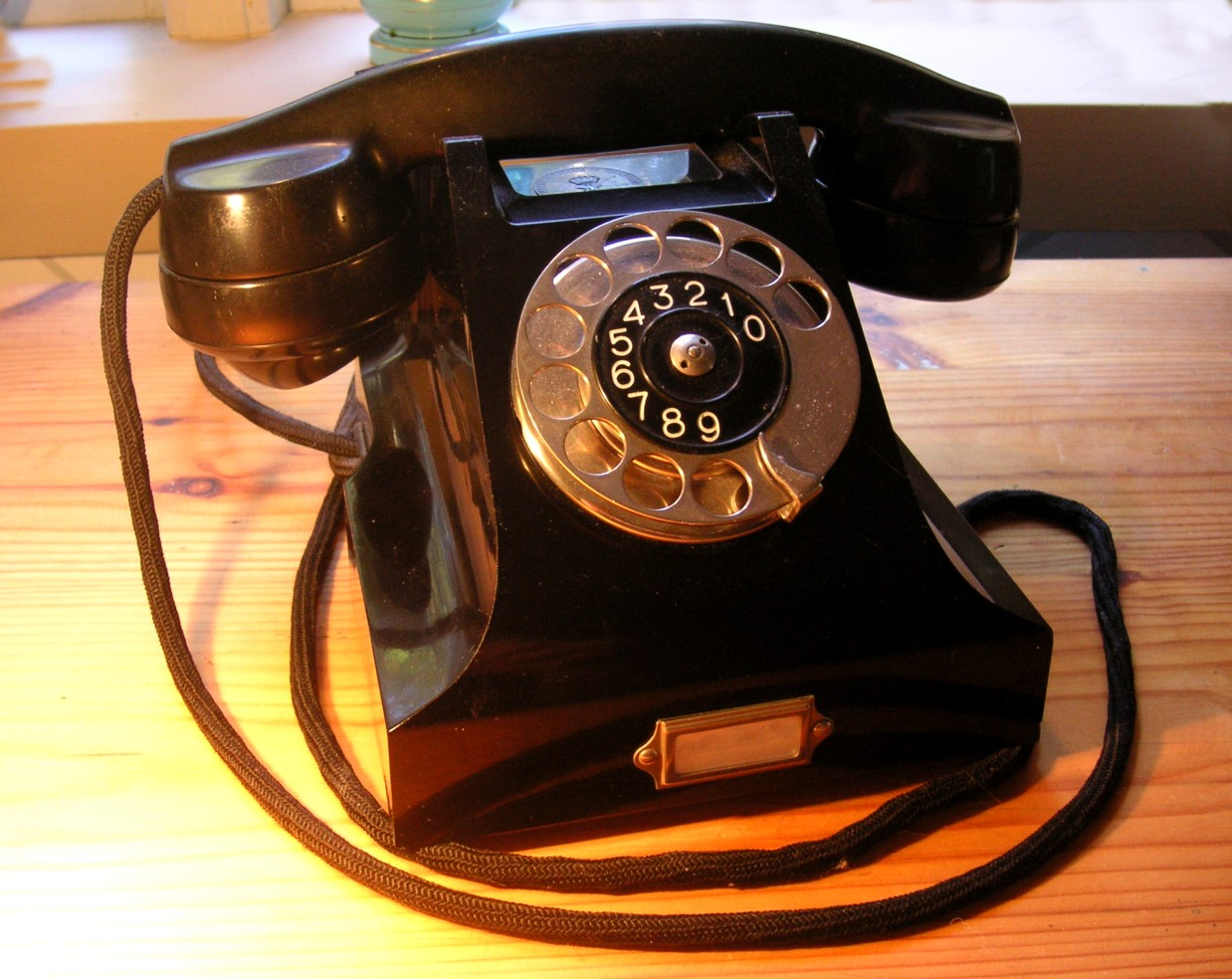
Telefon Ericsson z 1931
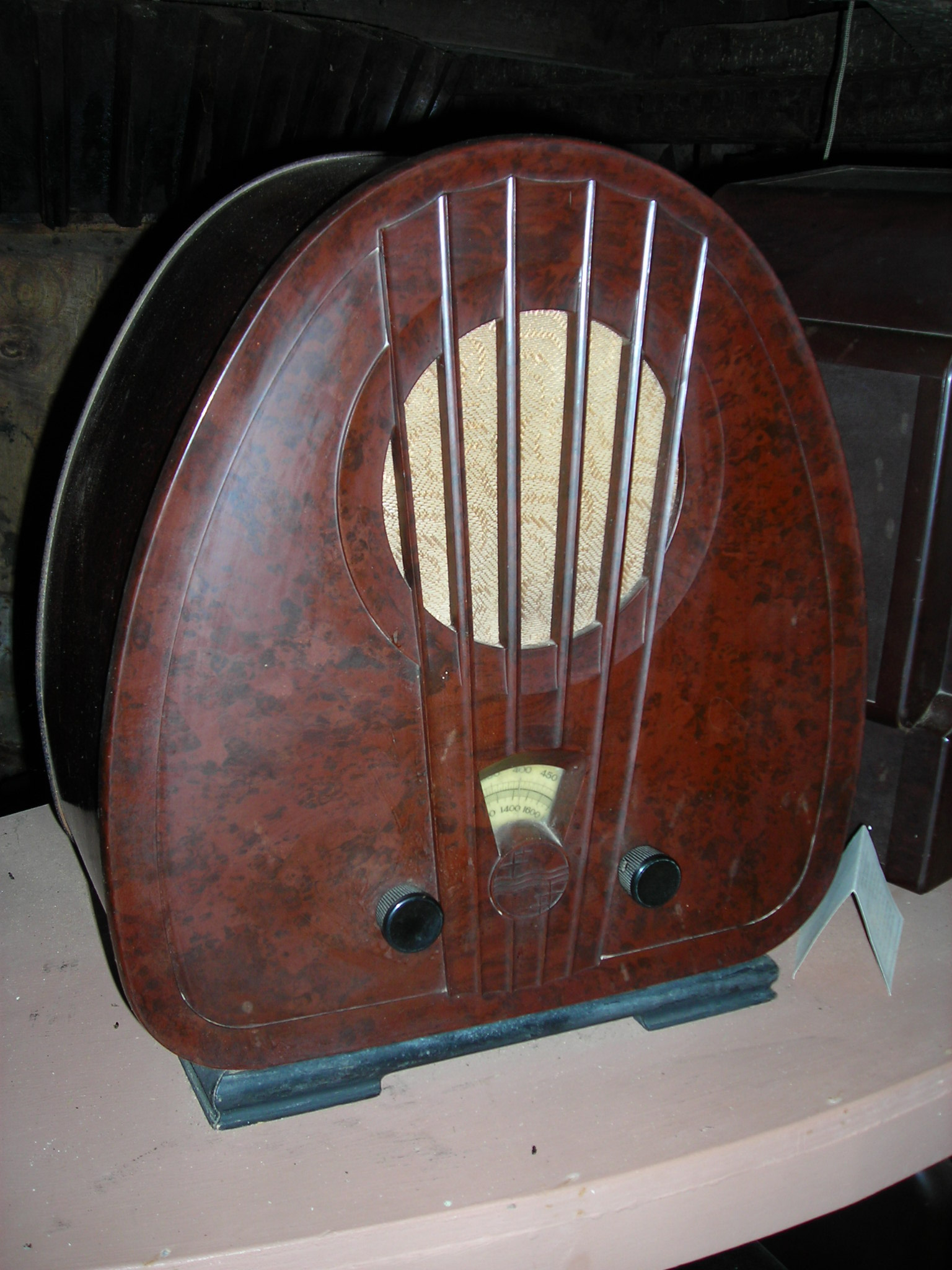
Radioodbiornik
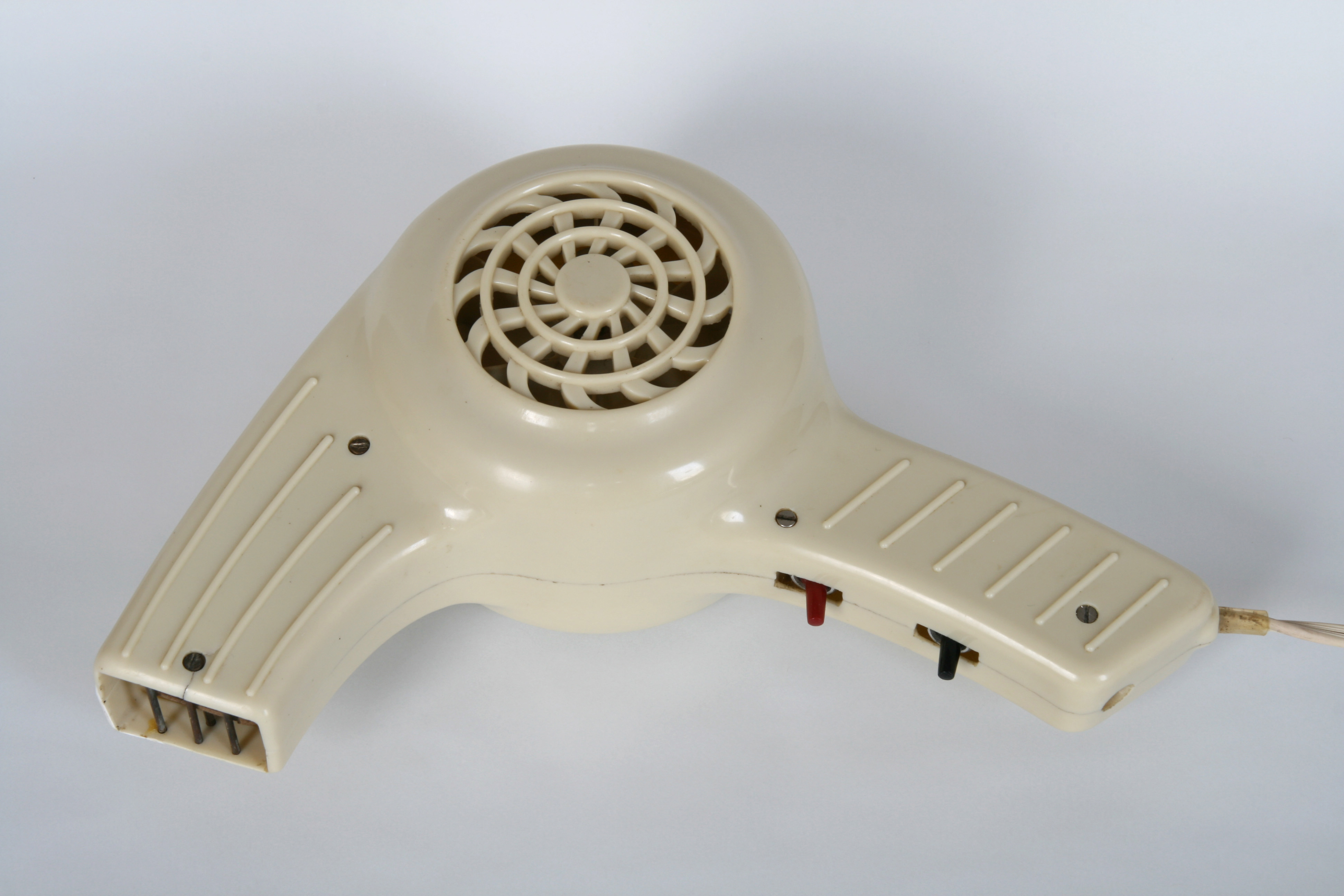
Suszarka do włosów z 1958
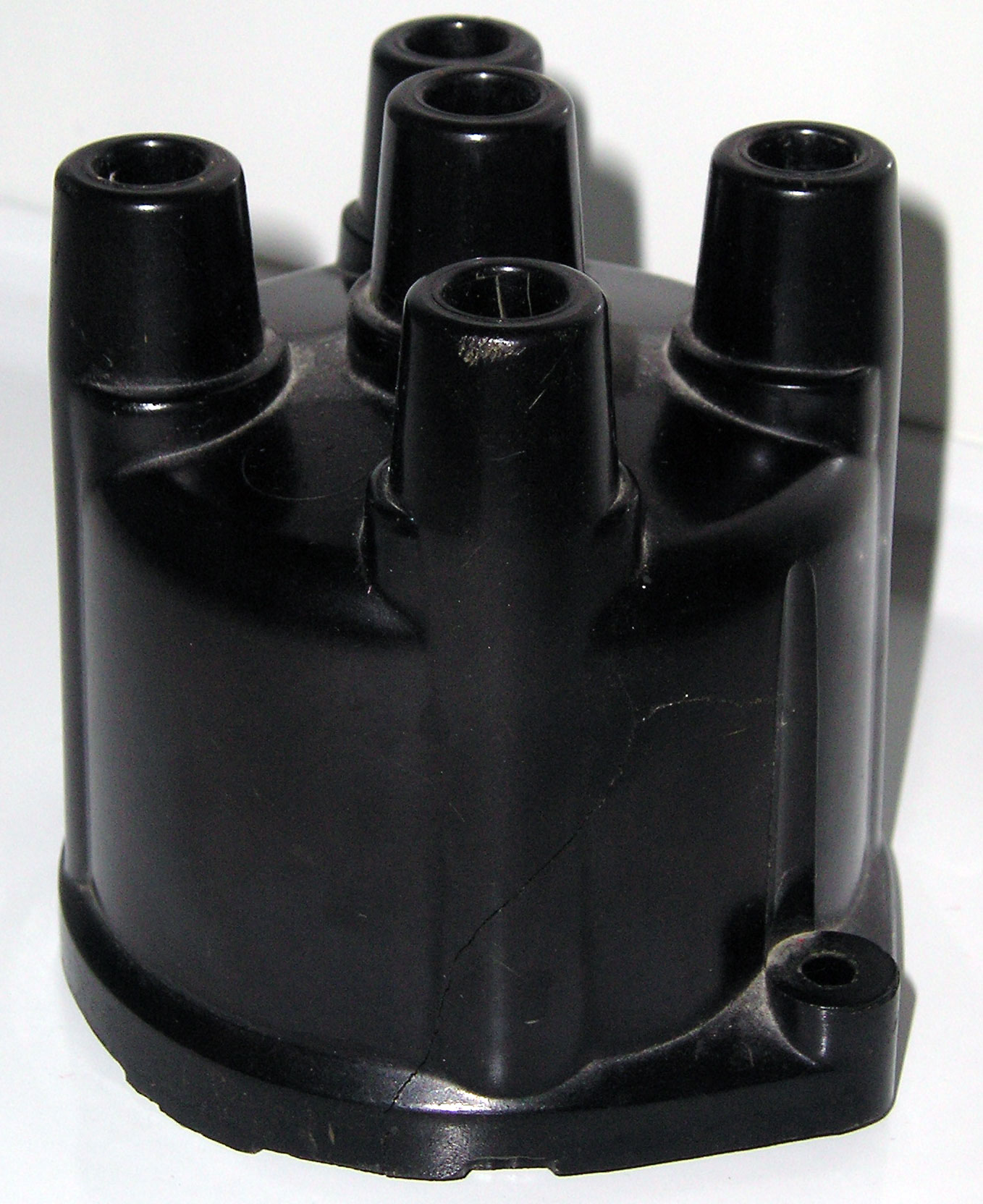
Kopułka aparatu zapłonowego
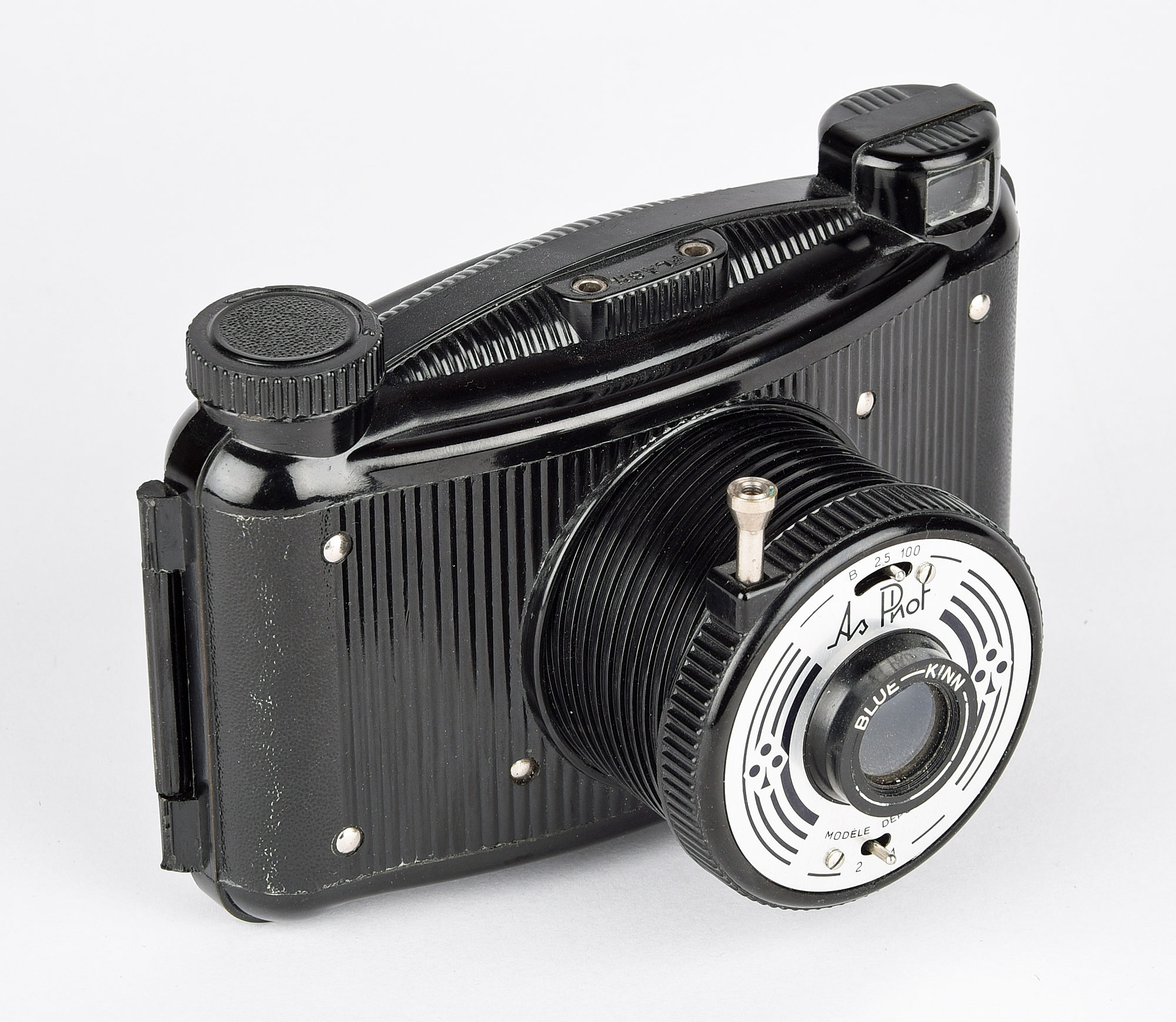
Aparat fotograficzny
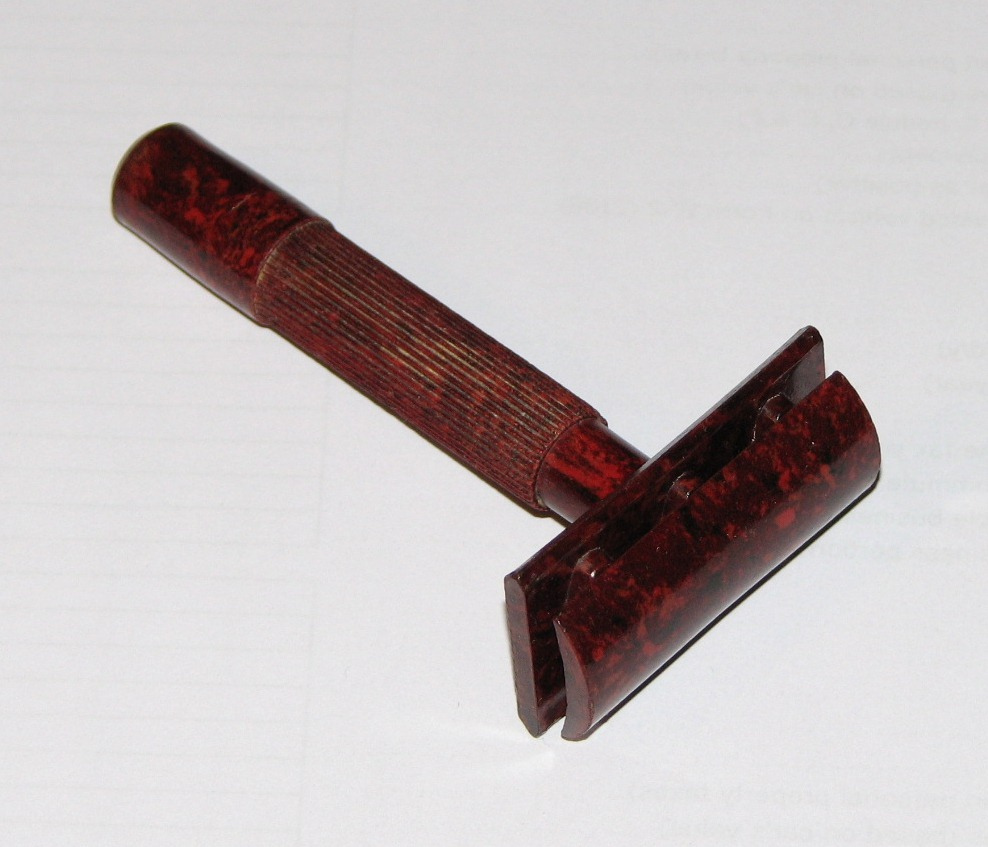
Maszynka do golenia
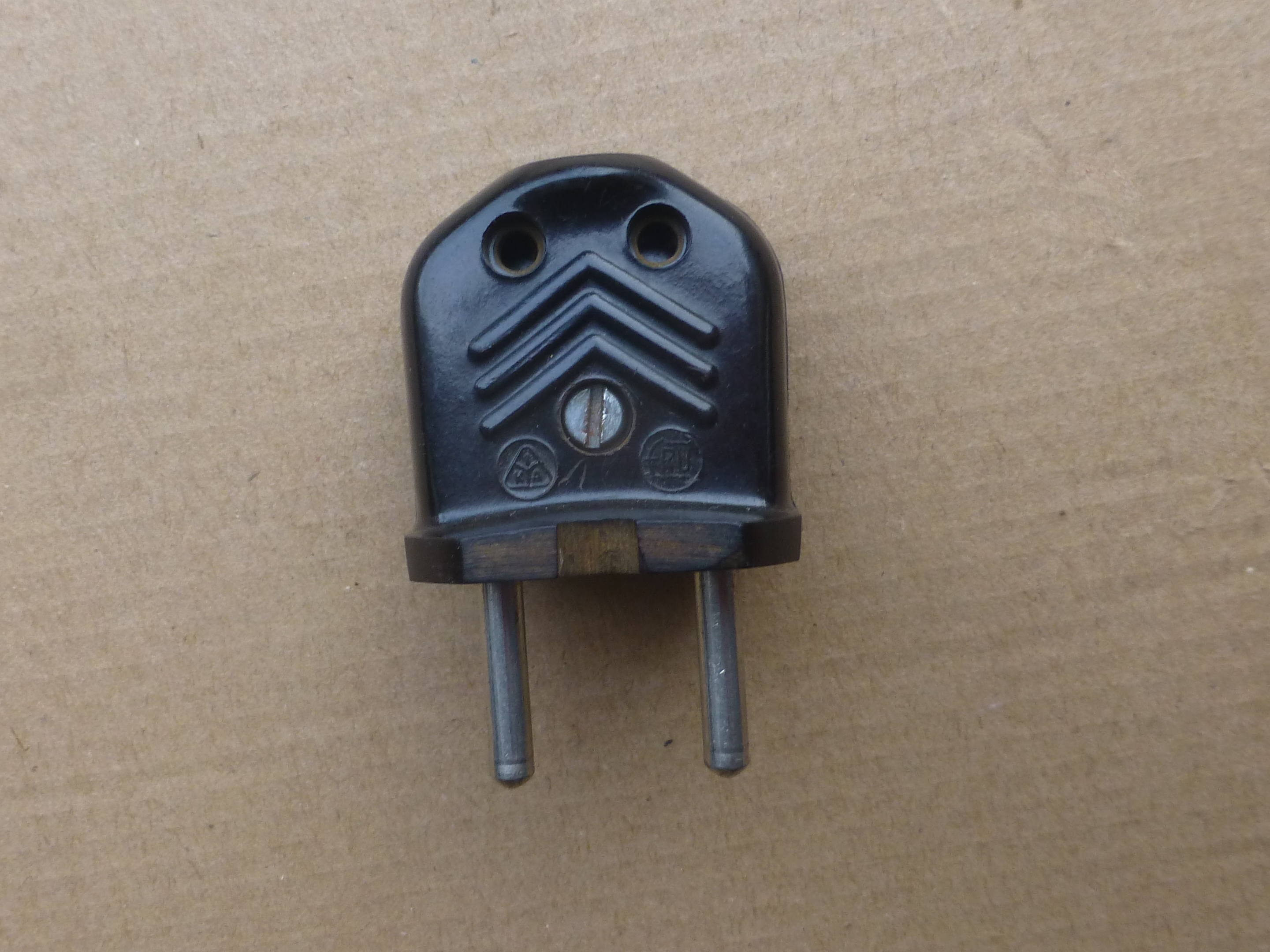
Wtyczka elektryczna